# Antoine Drouot

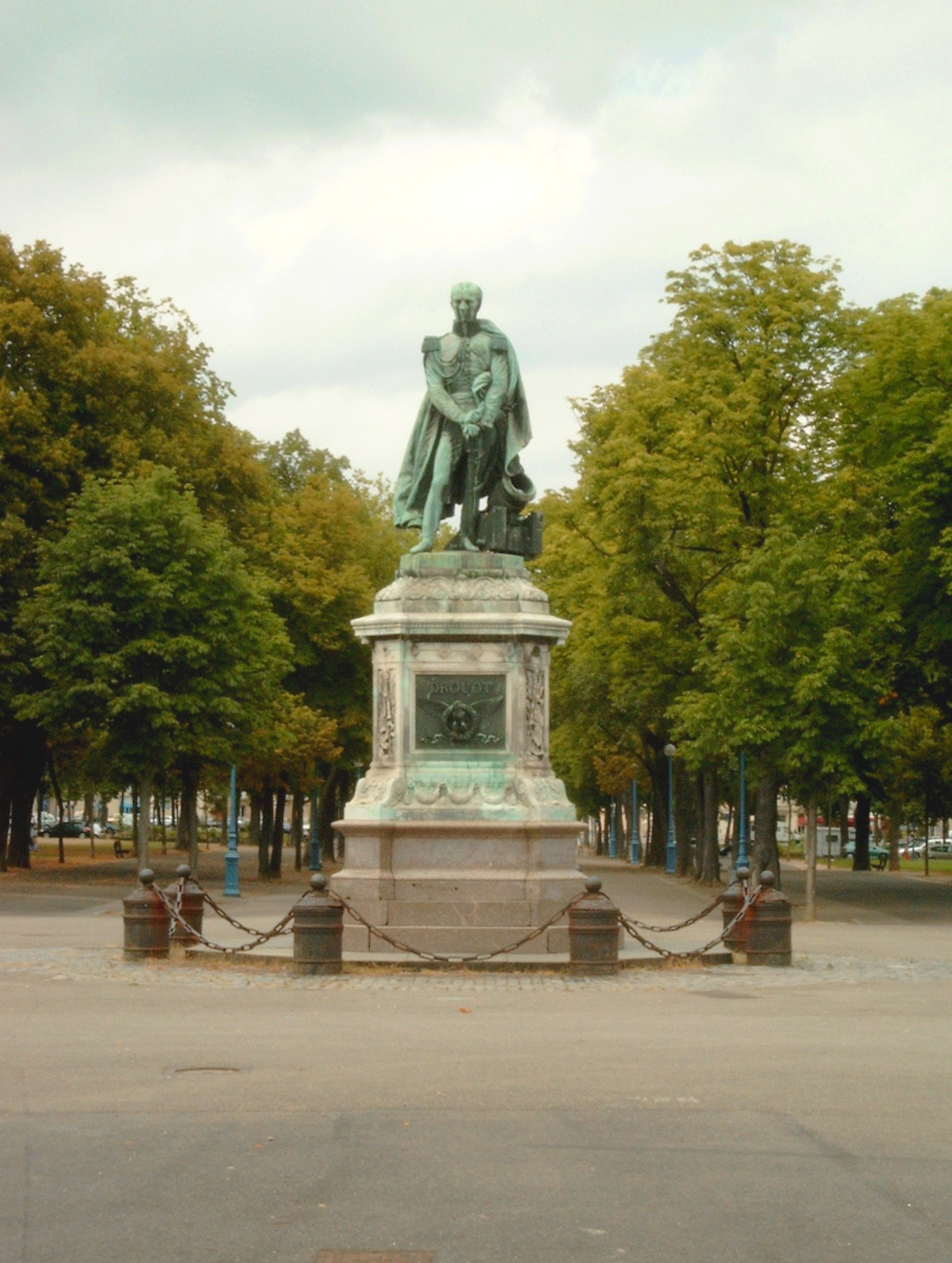
Estàtua del general Drouot en Nancy

Antoine Drouot (Nancy, Lorena, 11 de gener de 1774 - 24 de març de 1847) fou un militar francès.
Fill d'un forner, des d'infant es distingí per la seva afició als estudis matemàtics, i ingressà en el cos d'enginyers amb el grau de subtinent en sortir, el 1793, de l'escola d'Aplicació de Metz. Prengué part en les campanyes del Rin i d'Itàlia fins al 1800, assistint a les cèlebres batalles de Fleurus i Hohenlinden, i fent-se notar per la seva perícia i valor en la retirada de Trebia. El 1804 va rebre la creu de la Legió d'Honor, i passà a prestar els seus serveis a l'armada, assistint a la batalla de Trafalgar amb el grau de major.
El 1808 va combatre a Espanya i l'any següent a Alemanya, contribuint en la batalla de Wagram a decidir la sort de la jornada dirigint personalment una part de les bateries de la guàrdia. En la retirada de Rússia, es distingí d'una manera especial per la seva serenitat i calma, que li valgueren el dictat de Le sage de la Grande Armée i l'ascens a general. En acabar aquella guerra, Napoleó el nomenà ajudant seu, i sempre que en una batalla resolgué agrupar l'artilleria en grans masses (Lützen, Wachau, Craonne), fou Drouot l'encarregat de dirigir-les. A Hanau salvà, es pot dir així, a l'exèrcit per emprar de manera genial aquesta arma.
Caigut l'emperador, el segui a l'illa Elba, i quan aquell li exposà el seu projecte de sortir de l'illa, s'esforçà amb l'esforç més gran en dissuadir-lo de portar a fi aquesta empresa, el fracàs del qual endevinava. En la batalla de Waterloo, seguint el consell de Drouot, Napoleó endarrerí l'atac fins a les dues de la tarda, perquè estovat el terra per la pluja, dificultava els moviments de l'artilleria. Més tard el mateix Drouot es lamentà moltes vegades que, per haver fet cas del seu consell, s'hagués perdut la batalla, tret en veritat poc comú i que prova la noblesa del seu caràcter. Absolt pel consell de guerra que jutjà la conducta dels generals que havien seguit a Napoleó, es retirà al seu poble natal, on acabà els seus dies tranquil·lament, tenint cura de l'educació, que se li havia confiat, del príncep Lluís Napoleó, més tard emperador dels francesos.
Lluís Felip li havia concedit la gran creu de la Legió d'Honor, i Nancy va honorar la memòria del seu il·lustre fill elevant-li el 1856 un senzill monument. Napoleó, que tenia en gran estima les seves qualitats, soli dir d'ell que el considerava amb capacitat per comandar un exèrcit de 100.000 homes, i en una altra ocasió digué:
| « | No es trobaran mai oficials que puguin posar-se a l'altura de Murat en el maneig de la cavalleria ni de Drouot en el de l'artilleria. | » |

Entre els seus escrits, que veieren la llum pública a Nancy (1824-1831, hi figuren els citats a continuació:
- Informe sobre una memòria de M. Callière titulada;
- De les reserves de blat per als préstecs de l'Agricultura a l'interès més moderat;
- Informe sobre una arada;
- Informe sobre les forces motrius que han de ser aplicades à les arades;
- Informe sobre el curs del cultiu i naturalització de vegetals de M. A. Thanin;
- Informe sobre una obra de M. Ternaux el major, titulada: Noticia sobre la millora dels ramats de xais a França;
- Informe sobre la balança de M. Carez, etc.